# Spiru Chintilă
Spiru Chintilă (* 17. September 1921 in Bazargic, Spirachi; † 25. April 1985 in Rumänien) war ein rumänischer Maler. Er arbeitete im Stil des sozialistischen Realismus und gilt als ein wichtiger Vertreter des rumänischen Kubismus.
Seine Ausbildung erhielt er an der Akademie für Literatur und schöne Künste in Bukarest. Seine Werke waren auf mehr als 200 Kollektivausstellungen und sechs Einzelausstellungen zu sehen.